# Берри, Робер
Робе́р Берри́ (фр. Robert Berri; 17 декабря 1912, Париж — 22 ноября 1989, Рюэй-Мальмезон, деп. О-де-Сен) — французский актёр.

## Биография
Робер Берри родился 17 декабря 1912 года в Париже. После школы поступил в театр Мобель, где впоследствии выступал на различных представлениях. В 1935 году начал сниматься в кино, и первым фильмом, где он впервые сыграл свою роль, стал фильм «Прекрасные денёчки». Следующим фильмом с его участием стал «Геркулес» (режиссёр — Александр Эсвей). Играл в основном роли полицейских и бандитов. Последним официальным фильмом с его участием стал «Ловушка для дураков» (1979), а в 1981 году он вообще перестал сниматься. Умер Робер Берри 22 ноября 1989 года в городе Рюэй-Мальмезон в департаменте О-де-Сен.

## Фильмография
- 1935 — Прекрасные денёчки / Les beaux jours
- 1937 — Геркулес / Hercule
- 1937 — Короли спорта
- 1939 — Ловушки
- 1943 — Возвращение к началу / Départ à zéro — Анри
- 1943 — После грозы / Après l'orage
- 1943 — Белый грузовик / Le camion blanc
- 1947 — Молчание — золото / Le silence est d'or
- 1947 — Фантомас
- 1947 — Квадрат валетов / Carré de valets
- 1948 — Идол / L'idole
- 1948 — Белый как снег / Blanc comme neige — Боб
- 1949 — Нежданная путешественница / La voyageuse inattendue — Паоло
- 1949 — Пять красных тюльпанов / Cinq tulipes rouges
- 1949 — Незнакомый вечером
- 1949 — Глина, сделанная человеческими руками
- 1949 — Сердце на ладони / Le coeur sur la main
- 1950 — Улыбка в шторм
- 1951 — Любовь под зонтиком / Un amour de parapluie
- 1951 — Король камелотов / Le roi des camelots
- 1951 — Судебная личность
- 1951 — Курс ожидания
- 1952 — Проклятые любовники
- 1953 — Человек предаёт
- 1954 — Заблудившаяся девочка / La fille perdue
- 1954 — Хлеб в траве / Le blé en herbe
- 1954 — Гуляющие женщины / Les femmes s'en balancent
- 1954 — Полночь, Елисейские поля / Minuit... Champs-Elysées
- 1954 — Красное и чёрное
- 1954 — Преступление на концерте Майола
- 1954 — Распутин / Raspoutine
- 1955 — Гавань желаний
- 1955 — Опасный поворот / Le tournant dangereux
- 1955 — Бульвар преступлений / Boulevard du crime
- 1957 — Друг семьи / L'ami de la famille
- 1957 — Дамы предпочитают мамбо / Ces dames préfèrent le mambo
- 1957 — Взрывные каникулы / Vacances explosives! — Пауло
- 1957 — Тайный Париж
- 1958 — Беспорядок и ночь / Le désordre et la nuit
- 1958 — Привет вам от Гориллы / Le Gorille vous salue bien
- 1959 — Бабетта идёт на войну / Babette s'en va-t-en guerre
- 1959 — Утечный проступок
- 1959 — Преступники-уголовники
- 1959 — Каждая минута дорога
- 1960 — Отчаянный побег
- 1960 — Алиби для убийства
- 1960 — Кошка выпускает когти / La  chatte sort ses griffes
- 1960 — Как же так! / Comment qu'elle est!
- 1960 — Любовь, автобус и ночной клуб / Amour, autocar et boîtes de nuit
- 1961 — Три мушкетёра — Бонасье
- 1961 — Второе бюро против террористов / Deuxième bureau contre terroristes
- 1961 — Президент / Le président
- 1961 — Курьеры / Les livreurs
- 1961 — Отпустив поводья / La bride sur le cou
- 1961 — Капитан Фракасс — эпизод (в титрах не указан)
- 1961 — Дело Нины Б. / L'affaire Nina B.
- 1962 — Король гор / Le roi des montagnes
- 1962 — Дамский угодник / Lemmy pour les dames
- 1962 — Шевалье де Пардайан / Le chevalier de Pardaillan
- 1963 — Веские доказательства / Les bonnes causes — эпизод (в титрах не указан)
- 1963 — Разносчица хлеба / La porteuse de pain — эпизод (в титрах не указан)
- 1963 — Ты делаешь … милость.
- 1964 — Смелей, Пардайан! / Hardi Pardaillan!
- 1965 — Анжелика и король — эпизод (в титрах не указан)
- 1967 — Я убил Распутина / J'ai tué Raspoutine — слуга Юсупова
- 1968 — Катрин (Катрин: время любить) / Catherine / Catherine - il suffit d'un amour
- 1968 — Человек в бьюике / L'homme à la Buick
- 1968 — Не надо принимать божьих детей за диких уток / Faut pas prendre les enfants du bon Dieu pour des canards sauvages
- 1970 — Эти месье со стволами / Ces messieurs de la gâchette
- 1970 — Прекрасное чудовище / Un beau monstre
- 1971 — Пусть звучит этот вальс / Laisse aller... c'est une valse
- 1971 — Альбатрос / L'Albatros
- 1971 — Львиная доля / La part des lions
- 1972 — Мандарин / La mandarine
- 1972 — Тише! / Chut!
- 1973 — Великолепный / Le magnifique
- 1974 — У савана нет карманов / Un linceul n'a pas de poches
- 1975 — Туалет был заперт изнутри /  Les vécés étaient fermés de l'intérieur — Рене
- 1976 — Прекрасные господа из Буа-Доре — эпизод
- 1976 — Комиссар Мулен (сериал) / Commissaire Moulin
- 1977 — Сороконожка танцует чечётку / Le mille-pattes fait des claquettes
- 1978 — Гороскоп / L'Horoscope
- 1978 — Потомственный карманник / Plein les poches pour pas un rond
- 1979 — Истории громил: элегантно / Histoires de voyous: l'élégant (ТВ)
- 1979 — Ловушка для дураков / Le piège à cons
- 1981 — Белое, синее, красное (мини-сериал) / Blanc, bleu, rouge

## Театральные спектакли
- 1954 — Ублюдки приходят в ад (по роману Фредерика Дарда).
- 1960 — Ассасины в море (по роману Жана Гуитона).